# Shawinigan
Shawinigan, abenakiska Azawanigan, är en stad (kommun av typen ville) och tätort (centre de population) som ligger vid Rivière Saint-Maurice i regionen Mauricie i provinsen Québec i Kanada. Staden har ungefär 50 000 invånare (2021).

## Historik

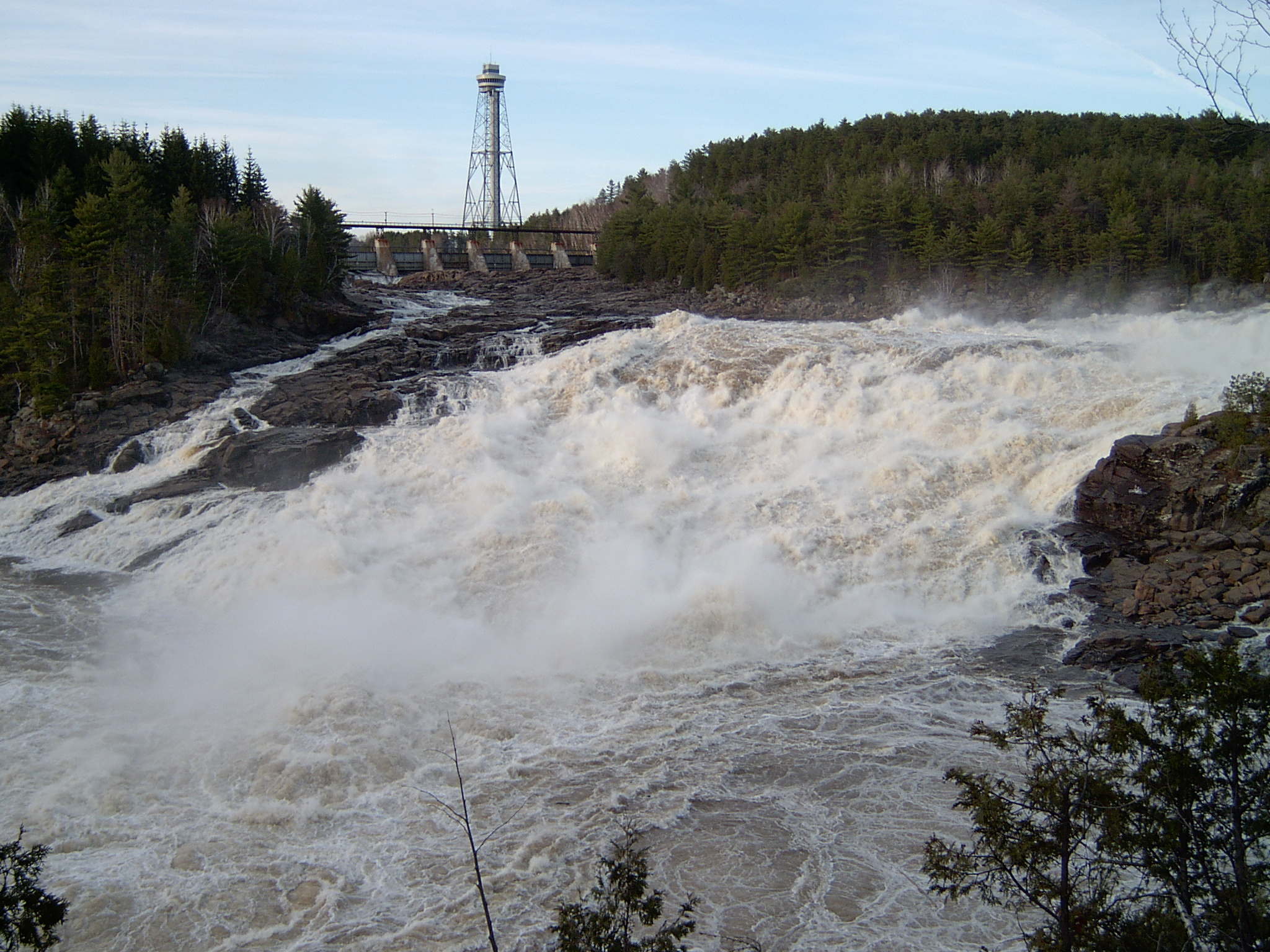
Vattenfallen vid Shawinigan, med La Cité de l'Énergie-tornet i bakgrunden.

Staden växte upp från sekelskiftet 1900 runt vattenkraftsanläggningen vid Shawinigan Falls. Shawinigan betyder "dragsträckan vid krönet" på ett algonkinspråk, och syftade ursprungligen på en plats vid vattenfallen. Vattenkraften drog också till sig industrier som pappersbruk, aluminiumsmältverk, kemisk industri och textilindustri.
Under 1950-talet inleddes en period av nedgång, eftersom industrierna inte längre var lika beroende av Shawinigans position. Kraftbolaget Shawinigan Water & Power Company övertogs av det provinsägda Hydro-Québec, och många engelsktalande, som tidigare hade utgjort uppemot 30 % av stadens befolkning, flyttade därifrån.
På senare år har en satsning på upplevelseindustrin inletts, med bland annat temaparken La Cité de l'Énergie, som öppnade 1997 och beskriver den lokala industrihistorien.
I två steg inkorporerades omkringliggande kommuner i Shawinigan runt sekelskiftet 2000, först Baie-de-Shawinigan 1998 och sedan Grand-Mère, Shawinigan-Sud, Saint-Georges-de-Champlain, Lac-à-la-Tortue, Saint-Gérard-des-Laurentides och Saint-Jean-des-Piles 2001. I och med den senare sammanslagningen upplöstes sekundärkommunen (municipalité régionale de comté) Le Centre-de-la-Mauricie, och Shawinigan har numera även sekundärkommunala befogenheter.

## Artikelursprung
Den här artikeln är helt eller delvis baserad på material från engelskspråkiga Wikipedia.